# Daniel Rosas
Francisco Daniel Rosas Reyes est un boxeur mexicain  né le 18 septembre 1989 à Mexico. 

## Carrière professionnelle
Passé professionnel en 2007, il bat lors de son 6e combat Juan Carlos Sánchez Jr. puis affronte pour la ceinture WBO par intérim des poids super-coqs le 15 octobre 2011 Jose Cabrera. Rosa fait match nul à l'Estadio Centenario de Los Mochis dans l'état de Sinaloa au Mexique mais domine en 2013 Juan Alberto Rosas, ancien champion IBF des poids super-mouches.
Le 14 juin 2014, il perd un autre combat de champion du monde par intérim des poids coqs WBO aux dépens d'Alejandro Hernández à l'Arena Jorge Cuesy Serrano de Tuxtla Gutierrez aux Chiapas au Mexique.